# دوغ كاربنتر
دوغ كاربنتر هو لاعب هوكي جليد كندي، ولد في 1 يوليو 1942 في كورنوال في كندا.

## وصلات خارجية
- دوغ كاربنتر على موقع EliteProspects.com (الإنجليزية)
- دوغ كاربنتر على موقع HockeyDB.com (الإنجليزية)